# Лазар Нови
Свети мученик Лазар Нови (буг. Лазар Български) је хришћански светитељ. Он је родом био Бугарин из Габрова. Као младић оставио је своје место рођења и отишао у Анадолију. У селу Соми чувао је Лазар овце. Међутим као хришћанин изазвао је гнев Турака против себе, и бачен је у тамницу од некога аге. После дугих мучења ради Христа, овај млади мученик је убијен, 23. априла (5. маја) 1802. године у својој 28 години живота. У хришћанској традицији се помињу многа чуда која су се догодила над моштима светог Лазара.
Српска православна црква слави га 23. априла по црквеном, а 6. маја по грегоријанском календару.